# Eine entheiratete Frau
Eine entheiratete Frau ist ein US-amerikanischer Spielfilm aus dem Jahr 1978.

## Handlung
Erica lebt ein perfektes Leben in Wohlstand und Harmonie. Als sie plötzlich nach 17-jähriger Ehe von ihrem Ehemann Martin, einem erfolgreichen Börsenmakler für eine junge Frau verlassen wird, bricht von einem Tag auf den anderen dieses Leben auseinander. Nun ist sie völlig auf sich allein gestellt und muss erfahren, dass sie ihre eigene individuelle Persönlichkeit erst finden muss. Langsam beginnt sie ihr Leben neu zu organisieren. Behilflich ist ihr dabei ein Psychiater und eine Gruppe von verlässlichen Freunden. Sie entwickelt sich nun zu einer selbständigen Frau. Als sie den britischen Künstler Saul kennenlernt, hat auch ihr Liebesleben wieder eine Zukunft. Mit dem sensiblen Saul findet sie ihr Glück, das sie zuvor mit Martin in dieser Intensität nie hatte.

## Kritiken
„Mit leichter Hand und augenzwinkernder Ironie beschriebener Reifeprozeß.“

## Auszeichnungen
Der Film wurde im Wettbewerb der Internationalen Filmfestspiele von Cannes 1978 gezeigt. Jill Clayburgh wurde gemeinsam mit Isabelle Huppert auf diesem Festival mit den Darstellerpreis ausgezeichnet.

### Golden Globe Award
Der Film erhielt Nominierungen in den Kategorien Bester Film (Drama), Beste Regie, Beste Hauptdarstellerin, Beste Filmmusik und Bestes Drehbuch.

### Academy Award
Der Film erhielt Oscarnominierungen in den Kategorien Bester Film, Beste Hauptdarstellerin und Bestes Originaldrehbuch.